# Pictodiloma
Pictodiloma is een geslacht van weekdieren uit de klasse van de Gastropoda (slakken).

## Soort
- Pictodiloma suavis (Philippi, 1850)